# Transport Allianz C.160 Transall
Transport Allianz C.160 Transall — средний военно-транспортный самолёт, разработанный франко-германским консорциумом для нужд ВВС двух стран.
Совершил первый полёт 25 февраля 1963 года. Серийное производство продолжалось до 1972 года и возобновлялось во Франции в первой половине 1980-х годов; всего построено 214 самолётов. «Трансалл» экспортировался в Турцию и ЮАР.
Спроектированный для военных действий, этот самолёт в том числе использовался для вспомогательных полетов, которые сопровождали военную авиацию, в частности, в 1970-е и 1980-е годы в Африку.
В 2017 году он находится в эксплуатации в трех странах.

## Разработка
Разработка самолёта велась в соответствии с требованиями НАТО, руководство организации проводило общеевропейский конкурс на создание двух типов самолётов вертикального или укороченного взлёта и посадки: 1) реактивного разведывательно-ударного истребителя-бомбардировщика и 2) среднего турбовинтового или турбовентиляторного военно-транспортного самолёта для войск, военной техники и различных грузов, — различными западноевропейскими авиастроительными компаниями было предложено 25 проектов ВТС, в финал вышло пять наиболее перспективных, среди которых был и C-160. К началу 1963 года во Франции был построен опытный прототип, который вскоре был задействован для лётных испытаний, второй прототип строился в ФРГ и подготавливался к началу испытаний немногим позже первого прототипа. Максимальный взлётный вес самолёта вместе с грузом на борту составлял 48 тонн.

## Модификации
C-160A
Построено 6 экземпляров для испытаний. Плюс 3 прототипа с обозначением V1 - V3 соответственно.
C-160C
Коммерческий вариант на 150 пассажиров. Остался в проекте.
C-160D
Вариант для ВВС ФРГ. 110 экземпляров
C-160T
20 экземпляров C-160D для ВВС Турции.
C-160F
Вариант для ВВС Франции. 50 экземпляров.
C-160P
Модернизированные C-160F для Французской почтовой службы. Переоборудовано 4 экземпляра.
C-160Z
Вариант для ВВС ЮАР. 9 экземпляров.
C-160NG
Вариант для ВВС Франции с дополнительным топливным баком.
C-160R
Модернизированные до варианта "NG" C-160F.
C-160G
Самолеты радиоэлектронной разведки для ВВС Франции.
C-160H
Самолеты-ретрансляторы для ВВС Франции.

## Операторы

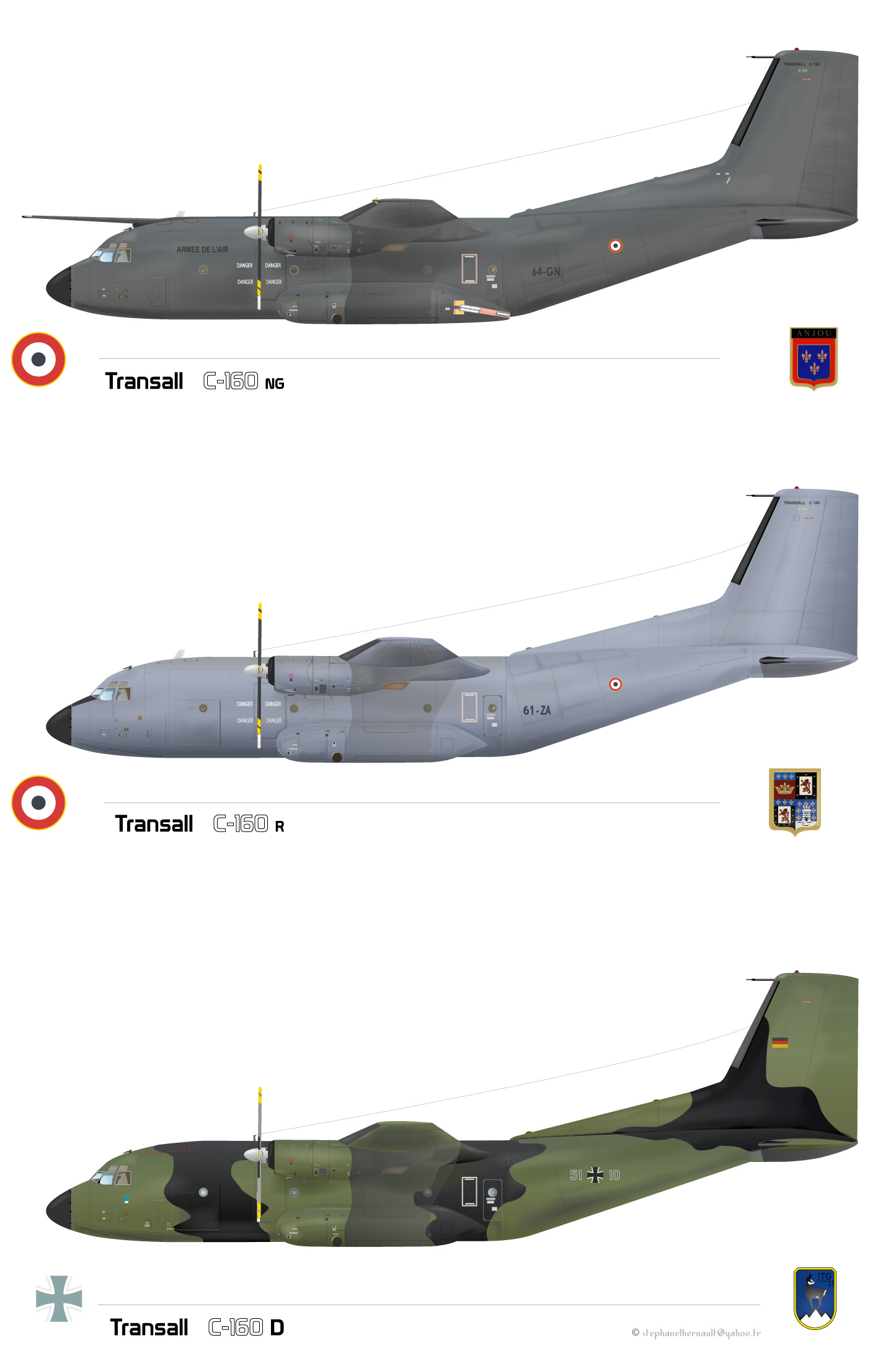
C.160 Transall

### Военные
- Франция - на вооружении с 1967 года. Всего поставлено 78 самолетов, из них 3 C-160A, 50 C-160F, 25 C-160NG (2 модернизированы до варианта C-160G, 4 до варианта C-160H и 4 единицы переделаны в гражданский вариант C-160P). В 1999 году оставшиеся на вооружении самолеты C-160F/NG модернизированы до варианта C-160R. По состоянию на 2017 год[4] 2 C-160G, 23 C-160R.
- Германия - на вооружении с 1967 года. По состоянию на 2017 год[5] 40 C-160D.
- Турция - на вооружении с 1971 года. Всего поставлено из Германии 20 снятых с вооружения C-160D, получивших обозначение C-160T. По состоянию на 2017 год[6] 16 C-160T.
- ЮАР - на вооружении с 1969 года. Всего поставлено 9 C-160Z. Сняты с вооружения.

### Гражданские
- Габон - в 1976 году для Air Affaires Gabon закуплен 1 C-160A, модифицированный до варианта C-160G. Не эксплуатируется.
- Индонезия - эксплуатировались в авиакомпании Manunggal Air Service. В 2012 году в парке авиакомпании числилось 2 C-160P. На 2016 год не эксплуатируются.
- Франция - 4 самолета C-160P Французской почтовой службы. В эксплуатации с 1973 по 1978 годы.
- Швейцария - 1 самолет в 1976 году в авиакомпании Balair.

## Катастрофы и аварии
| Дата       | Бортовой номер | Место катастрофы             | Жертвы    | Описание |
| ---------- | -------------- | ---------------------------- | --------- | --- |
| 23.05.1969 | 61-MI          | Азорские острова             | н.д./н.д. | Разбился, списан. |
| 09.02.1975 | 50+63          | Крит                         | 42/42     | Самолет ВВС ФРГ совершая полёт к базе НАТО на Крите, вошел в сильный шторм и врезался в гору.                                                                        |
| 23.11.1984 | 64-GI          | Кастр                        | 6/6       | C-160F столкнулся в воздухе с C-160NG. |
| 23.11.1984 | 61-ZV          | Кастр                        | 7/7       | C-160NG столкнулся в воздухе с C-160F. |
| 02.07.1988 | 50+80          | Эзин, Жиронда                | 0/6       | C-160D ВВС ФРГ произвел вынужденную посадку в поле из-за отказа двигателя, при посадке врезался в линию электропередач. Списан.                                      |
| 14.11.1988 | 69-030         | Кайсери                      | 0/0       | C-160T ВВС Турции сгорел на стоянке. |
| 11.05.1990 | 50+39          | в 2 км к западу от Роденбаха | 10/10     | Самолет 62-й транспортной авиационной эскадрильи врезался в холм во время плохой погоды.                                                                             |
| 17.03.1993 | F-227          | Эврё                         | 0/0       | C-160NG ВВС Франции сгорел на стоянке. |
| 06.04.1995 | 64-GV          | Кальви                       | 0/6       | C-160NG ВВС Франции разбился, задев деревья на склоне холма при посадке.                                                                                             |
| 22.10.1995 | 50+43          | Азорские острова             | 7/7       | C-160 потерпел крушение во время приземления, столкнувшись с телеграфным столбом.                                                                                    |
| 09.12.1996 | 61-ZU          | Шевелли, департамент Луаре   | 0/3       | C-160R ВВС Франции разбился при заходе на посадку ночью, задев линию электропередач.                                                                                 |
| 15.01.2001 | PK-VTP         | Джаяпура                     | 1/16      | C-160NG Manunggal Air Service из-за проблем с одним из двигателей вернулся в аэропорт вылета. при посадке выкатился за ВПП и врезался в забор, погиб 1 член экипажа. |
| 06.05.2004 | 61-ZR          | Мартиника                    | 0/8       | C-160R ВВС Франции загорелся во время рулёжки для взлёта, экипаж успел покинуть самолёт.                                                                             |
| 06.03.2008 | PK-VTQ         | Вамена, округ Джаявиджая     | 0/7       | C-160NG Manunggal Air Service загорелся при посадке из-за отказа тормозов.                                                                                           |
| 22.09.2008 | 50+50          | Фрилендорф                   | 0/н.д.    | C-160 63-й транспортной авиационной эскадрильи задел верхушки деревьев во время тренировочного полета, повредив стабилизатор и хвост. Списан на запчасти.            |

## Тактико-технические характеристики
Приведены данные первого серийного варианта C.160.

### Технические характеристики
- Экипаж: 5 человек
- Максимальная полезная нагрузка: 16 000 кг (или 93 солдата)
- Длина: 32,4 м
- Размах крыла: 40,0 м
- Высота: 11,65 м
- Площадь крыла: 160,1 м²
- Колея шасси: 5,1 м
- База шасси: 10,48 м
- Масса пустого снаряжённого: 28 760 кг
- Масса нормальная взлётная: 44 200 кг
- Масса максимальная взлётная: 49 100 кг
- Ёмкость топливных баков: 16 500 л
- Двигатели: 2× ТВД Роллс-Ройс «Тайн» RTy.20 Mk.22
  - максимальная тяга: 2× 4550 кВт

### Лётные характеристики
- Максимальная скорость на высоте 4500 м: 535 км/ч
- Максимальная крейсерская скорость на высоте 8000 м: 495 км/ч
- Дальность полёта:
  - с полезной нагрузкой 8000 кг: 4500 км
  - с полезной нагрузкой 16 000 кг: 1180 км
- Практический потолок: 8500 м
- Скороподъёмность у земли: 7,3 м/с (440 м/мин)
- Длина разбега при максимальной взлётной массе: 795 м
- Длина пробега при нормальной посадочной массе: 360 м

## Аналоги
- Ан-12
- Lockheed C-130 Hercules